# Witold Wolff

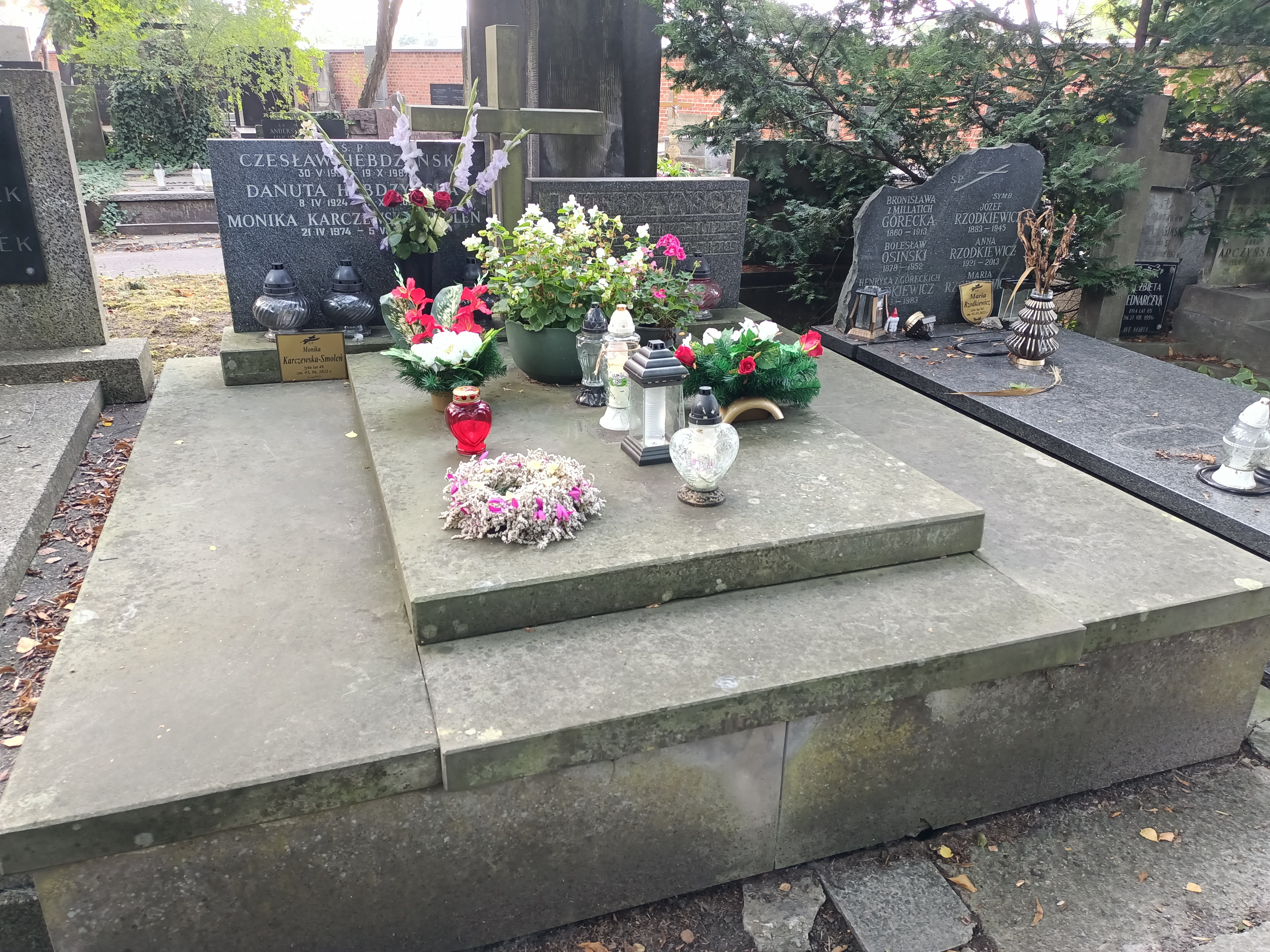
Grób Witolda Wolffa na Cmentarzu Powązkowskim

Witold Wolff (ur. w 1901, zm. 17 listopada 1946 w Warszawie) – polski dziennikarz prasowy.
Podczas okupacji niemieckiej w trakcie II wojny światowej i w powstaniu warszawskim wraz z Anetą Rutkowską-Wolf redagował „Nowy Dzień” (podtytuł: „Popołudniowe Pismo Codzienne”). Po wojnie zastępca redaktora naczelnego „Expressu Wieczornego”.
Pochowany 21 listopada 1946 na cmentarzu Powązkowskim w Warszawie.
Uchwałą Prezydium Krajowej Rady Narodowej z 26 listopada 1946 na wniosek Związku Zawodowego Dziennikarzy R. P. został pośmiertnie odznaczony Krzyżem Kawalerskim Orderu Odrodzenia Polski za zasługi położone w dziedzinie wskrzeszenia polskiej prasy demokratycznej i wychowania młodego pokolenia dziennikarskiego.